# Lanteuil
Lanteuil é uma comuna francesa na região administrativa da Nova Aquitânia, no departamento de Corrèze. Estende-se por uma área de 22,68 km². Em 2010 a comuna tinha 510 habitantes (densidade: 22,5 hab./km²).